# Laccaria impolita
Laccaria impolita är en svampart som beskrevs av Vellinga & G.M. Muell. 1990. Laccaria impolita ingår i släktet Laccaria och familjen Hydnangiaceae.   Inga underarter finns listade i Catalogue of Life.